# Per amore (miniserie televisiva)
Per amore è una miniserie televisiva in quattro puntate, trasmessa per la prima volta nel febbraio del 2002 su Canale 5.
La direzione della fiction è di Maria Carmela Cicinnati e Peter Exacoustos. I protagonisti sono Paolo Calissano, Remo Girone e Anna Valle; nel cast anche Ottavia Piccolo ed Elio Germano.